# Бакуев, Леонид Андреевич
Леонид Андреевич Бакуев (1 июля 1893 года, дер. Большая Музя, Ветлужский уезд, Костромская губерния — 15 сентября 1962 года, Москва) — советский военный деятель, полковник (1943 год).

## Начальная биография
Леонид Андреевич Бакуев родился 1 июля 1893 года в деревне Большая Музя ныне в составе городского округа Шахунья Нижегородской области.
В 1913 году окончил Поливановскую учительскую семинарию в Подольском уезде (Московская губерния) и с сентября того же года работал учителем в двухклассном училище в селе Тоншаево (Ветлужский уезд, Костромская губерния), затем в городе Торжок Тверской губернии.
Вступил в партию эсеров и руководил её ячейкой в Хмелевицкой волости.

## Военная служба

### Первая мировая и гражданская войны
В январе 1916 года призван в ряды Русской императорской армии и направлен в запасной батальон, а оттуда переведён на учёбу в Алексеевское военное училище в Москве, после окончания которого в июне того же года произведён в прапорщики и назначен взводным командиром учебной команды в составе 23-го запасного Сибирского стрелкового полка, дислоцированного в Новосибирске. В июне 1917 года переведён под Двинск на Северо-Западный фронт, а затем — в 421-й стрелковый полк (40-й отдельный армейский корпус), дислоцированный в Финляндии, где служил младшим офицером и командиром роты.
Во время Октябрьской революции по решению ревкома Балтийского флота Л. А. Бакуев в составе сводного батальона от 421-го стрелкового полка был убыл с целью недопущения выхода с севера к Петрограду верных Временному правительству войск. В декабре избран командиром батальона, начальником учебной команды и командиром сапёрной роты. В январе 1918 года Л. А. Бакуев был демобилизован из рядов армии в чине подпоручика, после чего работал учителем на родине.
1 мая 1918 года призван в ряды РККА и назначен волостным военным комиссаром в селе Хмелевица (Нижегородская губерния), а в мае 1919 года переведён в Калужский губернский военкомат, где служил инструктором и начальником политпросветотдела, с февраля 1920 года служил на должностях старшего инструктора и начальника политотдела 8-й запасной стрелковой бригады, дислоцированной в Новосибирске, а с февраля 1921 года — на должности начальника Политуправления Сибирской трудовой армии.
В марте 1922 года назначен на должность начальника политотдела 21-й Пермской стрелковой дивизии, а затем — на эту же должность в 13-й кавалерийской дивизии, после чего принимал участие в боевых действиях против белогвардейский войск на территории Горного Алтая.

### Межвоенное время
С марта 1924 года служил на должностях политотдела 9-й Крымской кавалерийской дивизии имени СНК УССР и комиссара штаба 6-го стрелкового корпуса (Украинский военный округ).
В августе 1925 года направлен на учёбу на курсы «Выстрел», после окончания которых в сентябре 1926 года назначен на должность помощника командира по строевой части 7-го стрелкового полка (3-я стрелковая дивизия), дислоцированного в Севастополе, в июле 1927 года — на должность командира батальона в составе 6-го стрелкового полка (2-я Приамурская стрелковая дивизия), дислоцированного в Благовещенске, а в июне 1929 года — на должность командира 107-го стрелкового полка (36-я стрелковая дивизия), после чего принимал участие в ходе Конфликта на КВЖД.
В мае 1931 года переведён в Управление по механизации и моторизации РККА, где назначен на должность начальника сектора, а затем — на должность начальника сектора организационно-мобилизационного управления. В 1932 году поступил на вечерний факультет Военной академии механизации и моторизации РККА.
В октябре 1934 года Леонид Андреевич Бакуев был арестован и отдан под суд. Военной коллегией Верховного суда СССР осуждён на три года ИТЛ по ст. 154 УК РСФСР и уволен с военной службы. В 1936 году дело было пересмотрено, Л. А. Бакуев был освобождён, после чего работал в «Магнитострое» (г. Магнитогорск), а с января 1937 года — преподавателем русского языка и литературы в Институте хозяйственников Наркомата авиационной промышленности СССР и в Всесоюзной промышленной академии в Москве.

### Великая Отечественная война
30 августа 1941 года Л. А. Бакуев призван из запаса и назначен на должность заместителя командира 93-го запасного стрелкового полка, а затем — на должность заместителя командира 111-й отдельной стрелковой бригады, которая в апреле 1942 года была включена в состав 40-й армии и вскоре принимала участие в ходе Воронежско-Ворошиловградской оборонительной операции.
В 1942 году вступил в ряды ВКП(б).
В октябре 1942 года подполковник Л. А. Бакуев назначен на должность заместителя командира 47-й механизированной бригады, ведшей боевые действия на Калининском фронте, в феврале 1943 года — на должность начальника автомобильного отдела 3-й ударной армии, а в августе — на должность командира 31-й курсантской стрелковой бригады, вскоре принимавшей участие в боевых действиях в ходе Невельской наступательной операции.
В декабре 1943 года на основе 31-й курсантской и 100-й стрелковых бригад была сформирована 1-я стрелковая дивизия, а полковник Л. А. Бакуев назначен на должность её командира, после чего вела боевые действия в районе города Новосокольники, а с марта принимала участие в ходе Полесской и Люблин-Брестской наступательных операций и ликвидации брестской группировки войск противника, в результате чего в августе 1944 года отдельные группы дивизии попали в окружение, в связи с чем 1 сентября полковник Л. А. Бакуев был отстранён от занимаемой должности, после чего находился в распоряжении Военного совета 1-го Белорусского фронта и Главного управления кадров НКО.
В январе 1945 года направлен на 2-й Украинский фронт, где 25 января назначен на должность заместителя командира 240-й стрелковой дивизии, которая вскоре принимала участие в ходе Будапештской, Братиславско-Брновской и Пражской наступательных операций.

### Послевоенная карьера
После окончания войны находился на прежней должности.
21 сентября 1945 года назначен на должность начальника отдела боевой и физической подготовки 40-й армии (Одесский военный округ). В мае 1946 года в связи с расформированием армии был зачислен в распоряжение Управления кадров Сухопутных Войск.
Полковник Леонид Андреевич Бакуев 16 августа 1946 года вышел в запас. Умер 15 сентября 1962 года в Москве.

## Награды
- Три ордена Красного Знамени (30.01.1943, 22.02.1943, 30.04.1945);
- Орден Кутузова 2 степени (23.08.1944);
- Орден Александра Невского (08.06.1945);
- Два ордена Красной Звезды (04.02.1943, 03.11.1944);
- Медали.